# Josep Corominas i Humbert
Josep Corominas i Humbert (Mura, 1797 - Sabadell, 3 de juny de 1874) fou un fabricant tèxtil català.

## Biografia
Josep Corominas va ser l'iniciador d'una dinastia de fabricants tèxtils. Nascut a Mura, va anar a viure a Sabadell per treballar-hi de jornaler. Ben aviat, cap al 1820, s'establí pel seu compte. El seu fill, Joan Baptista Corominas i Pla (Sabadell, 1823-1887), va construir el Vapor Coromines –popularment conegut com a Vapor de l'Esmolet– i fou un dels fundadors del Banc de Sabadell.
El seu fill Manuel Corominas i Ferret (Sabadell, 1868-1931) i el seu net Manuel Corominas i Sánchez (Sabadell, 1895-1943) continuaren l'empresa, la qual adoptà el nom de M. Corominas, SA. El primer fou president de la Caixa d'Estalvis de Sabadell, mentre que el segon ho fou de la Cambra de Propietat i del Banc de Sabadell. El besnet, Joan Corominas i Vila (Sabadell, 1920 - Barcelona, 2012), fou president del Banc de Sabadell entre del 1976 al 1999.
L'any 1884 Sabadell li dedicà un carrer.